# 2-ヒドロキシシクロヘキサノン-2-モノオキシゲナーゼ
2-ヒドロキシシクロヘキサノン-2-モノオキシゲナーゼ（2-hydroxycyclohexanone 2-monooxygenase）は、次の化学反応を触媒する酸化還元酵素である。
2-ヒドロキシシクロヘキサン-1-オン + NADPH + H+ + O2 {\displaystyle \rightleftharpoons } 6-ヒドロキシヘキサン-6-オリド + NADP+ + H2O
この酵素の基質は2-ヒドロキシシクロヘキサン-1-オンとNADPH、H+およびO2で、生成物は6-ヒドロキシヘキサン-6-オリドとNADP+、H2Oである。
組織名は2-hydroxycyclohexan-1-one,NADPH:oxygen 2-oxidoreductase (1,2-lactonizing)である。